# Амударьинский отдел
Амударьинский отдел — административная единица в составе Сырдарьинской области. Центр — город Петро-Александровск.

## Административное деление
Отдел делился на 2 участка: Шураханский и Чимбайский. В Шураханском участке было 7 волостей: Шураханская, Турткульская, Сарыбийская, Шейхаббас-Валийская, Бийбазарская, Минбулакская, Тамдынская. В Чимбайском участке волостей было 12: Нукусская, Чимбайская, Кегелийская, Кокузякская, Бесжабская, Наупырская, Ишимская, Даукаринская, Коккульская, Талдыкская, Кунградская, Жанабазарская.

## История
Амударьинский отдел был образован в 1873 году на землях, отошедших к России от Хивинского ханства. В 1887 году включён в состав Сырдарьинской области.
В октябре 1920 года преобразован в Амударьинскую область Туркестанской АССР.

## Население
По данным переписи 1897 года в отделе проживало 194,5 тыс. чел. В том числе каракалпаки — 47,9 %; казахи — 24,2 %; узбеки — 17,7 %; прочие тюрки — 7,1 %; русские — 1,6 %. В городе Петро-Александровске проживало 3111 чел.